# Костадин Николов (Райково)
Вижте пояснителната страница за други личности с името Костадин Николов.
Константин Николов Костов е български революционер, деец на Вътрешната македоно-одринска революционна организация в Ахъчелебийско.

## Биография
Роден е в 1878 година в пашмаклийското село Райково, тогава в Османската империя, днес квартал на Смолян, България. Завършва 7 клас в българското педагогическо училище в Сяр, а 8 клас в Пловдив. Връща се в Райково и започва работа като екзархийски учител, същевременно се присъединява към ВМОРО и в 1900 година става секретар на районния революционен комитет, като подпомага Ахъчелебийския ръководител Владимир Коруев. През лятото на 1901 година бяга в България. В България организира чета, с която навлиза в османска територия. Ранен е с щик при претърсване на плевня от потеря. В Райково го укрива Василка - Стефовица Комитката.
По време Илинденско-Преображенското въстание е подвойвода на Андон Дечев във II въстанически участък.
След Младотурската революция в 1908 година се легализира и става учител в Устово и Райково. По време на Балканската война ръководи първата българска община в Райково. С четата си под командването на началника на скеченския гарнизон полковник Данаилов участва в спирането на настъплението на турския башибозук и гръцките войски. В 1915 - 1916 година е кмет на Райково и секретар-бирник на общината. След Първата световна война е общински съветник, член съветник на Пашмаклийската окръжна постоянна комисия, член на постоянното присъствие на комисията и председател на комисията. След това отново става кмет на Райковската община, като заема поста до смъртта си.
Умира на 7 май 1931 година в Райково.
На 13 март 1943 година, вдовицата му Мария, родена в Райково и жителка на Райково, подава молба за българска народна пенсия, която е одобрена и отпусната от Министерския съвет на Царство България.